# Roger Milla
Albert Roger Mooh Miller (Yaoundé, 20. svibnja 1952.), poznatiji kao Roger Milla, je kamerunski bivši nogometni reprezentativac, sadašnji nogometni trener i športski djelatnik. Bio je jedan od prvih afričkih nogometaša koji su postali zvijezde na međunarodnoj razini.
Milla je igrao na tri Svjetska prvenstva za Kamerun, a svjetsku slavu stekao je kada je kao 38-godišnjak postigao četiri pogotka na Svjetskom prvenstvu u Italiji 1990. godine i pomogao Kamerunu u ostvarenju plasmana u četvrtfinale turnira. Četiri godine kasnije je na Svjetskom prvenstvu u SAD-u u dobi od 42 godine postao najstariji igrač koji je ikad nastupio na završnom turniru ovog natjecanja. Na turniru u SAD-u oborio je i rekord kao najstariji strijelac u povijesti završnih turnira Svjetskog prvenstva u nogometu, upisavši se među strijelce tijekom poraza Kameruna sa 6:1 protiv Rusije. Kamerun je ispao iz turnira nakon prvog kruga natjecanja.
Godine 2006. izabran je za najboljeg afričkog igrača u posljednjih 15 godina, u izboru CAF-a. Trenutno putuje po svijetu u ulozi veleposlanika.

## Vanjske poveznice
- Worldwide informacije  Arhivirana inačica izvorne stranice od 23. lipnja 2008. (Wayback Machine)
- Najbolji afrički igrač u zadnjih 15 godina